# NGC 7029
NGC 7029 ist eine elliptische Galaxie vom Hubble-Typ E im Sternbild Indianer am Südsternhimmel. Sie ist schätzungsweise 126 Millionen Lichtjahre von der Milchstraße entfernt.
Das Objekt wurde am 10. Oktober 1834 von John Herschel entdeckt.